# Mycotrupes retusus
Mycotrupes retusus là một loài bọ cánh cứng trong họ Geotrupidae. Loài này được Le Conte miêu tả khoa học năm 1866.